# Schattenburg
A Schattenburg egy középkori fellegvár Feldkirch város szélén, az ausztriai Vorarlbergben. Közép-Európa egyik legjobban megőrzött erődkomplexuma.

## Története
Hugo von Montfort gróf építtette a várat 1200 körül. 1375-ben IV. Rudolf von Montfort őrgróf eladta Schattenburgot III. Lipót osztrák hercegnek. 1417-ben VII. Frigyes toggenburgi gróf megkapta Schattenburg zálogát Zsigmond magyar királytól. Frigyes kibővítette a várat. 1436-ban Frigyes halálával Schattenburg visszatért a Habsburg-ház igazgatásába. A harmincéves háború végével a vár elvesztette katonai jelentőségét.
1778 és 1825 között a várat börtönként használták, majd 1831 és 1850 Feldkirch kaszárnyájaként szolgált. A 19. század második felében a vár szegényház lett, és ezt a szerepet 1914-ig töltötte be. 1916/17 óta a feldkirchi helytörténeti múzeumnak (Feldkircher Heimatmuseum) ad otthont. 1938-ban tervek merültek fel „rendi vár” (németül NS-Ordensburg, a nemzetiszocialista káderek képzését biztosító intézmény) kialakítására, de ezek nem valósultak meg.

## Galéria

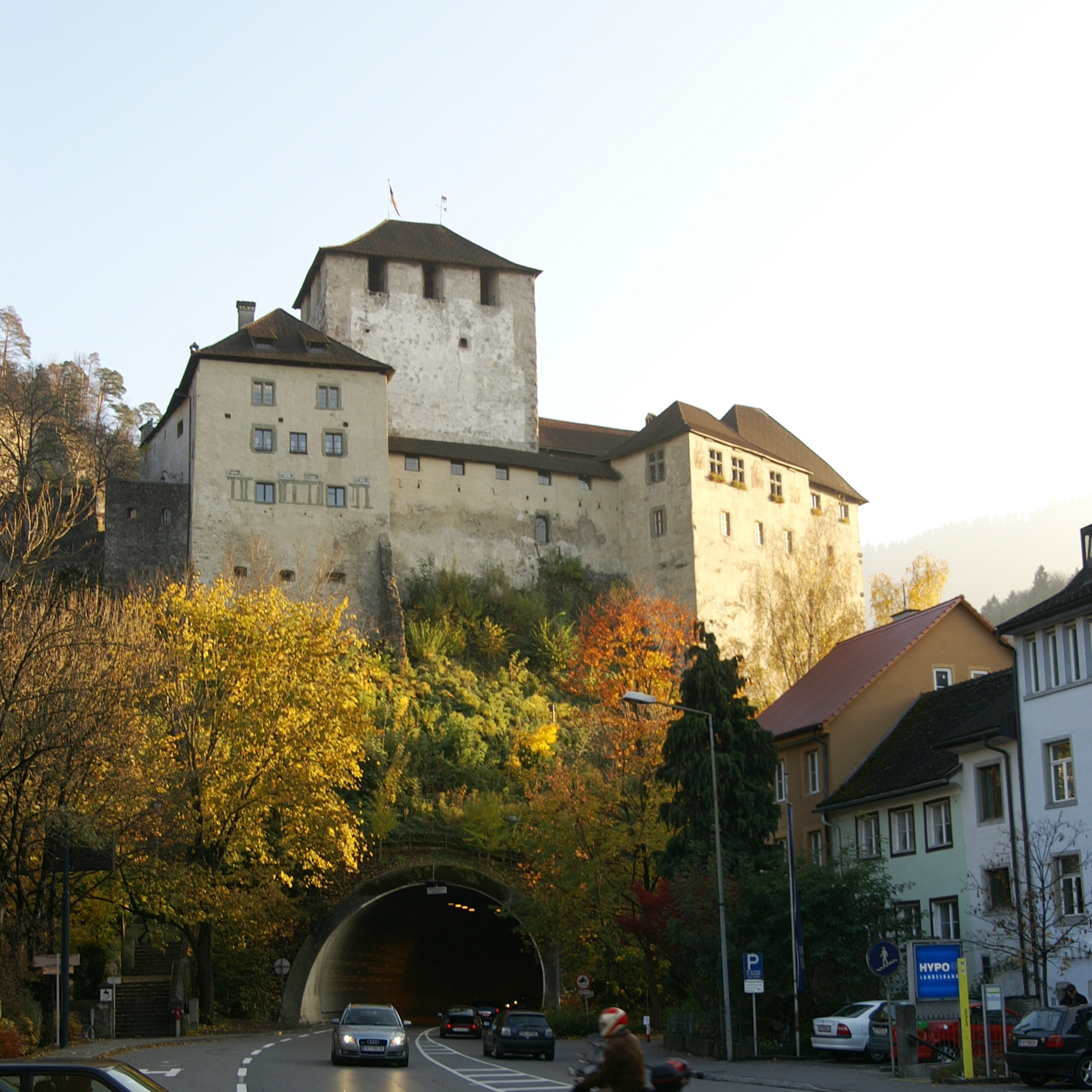
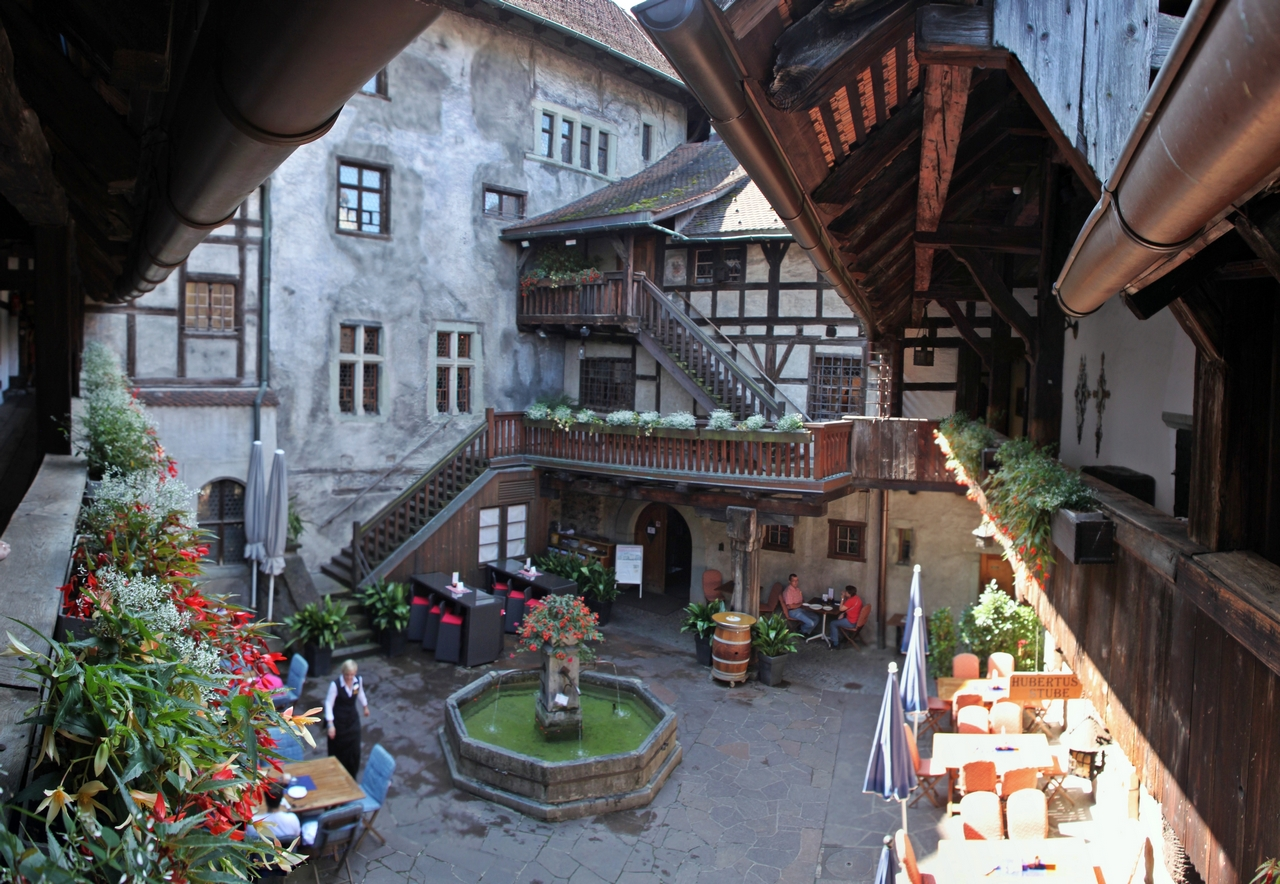
Belső udvar
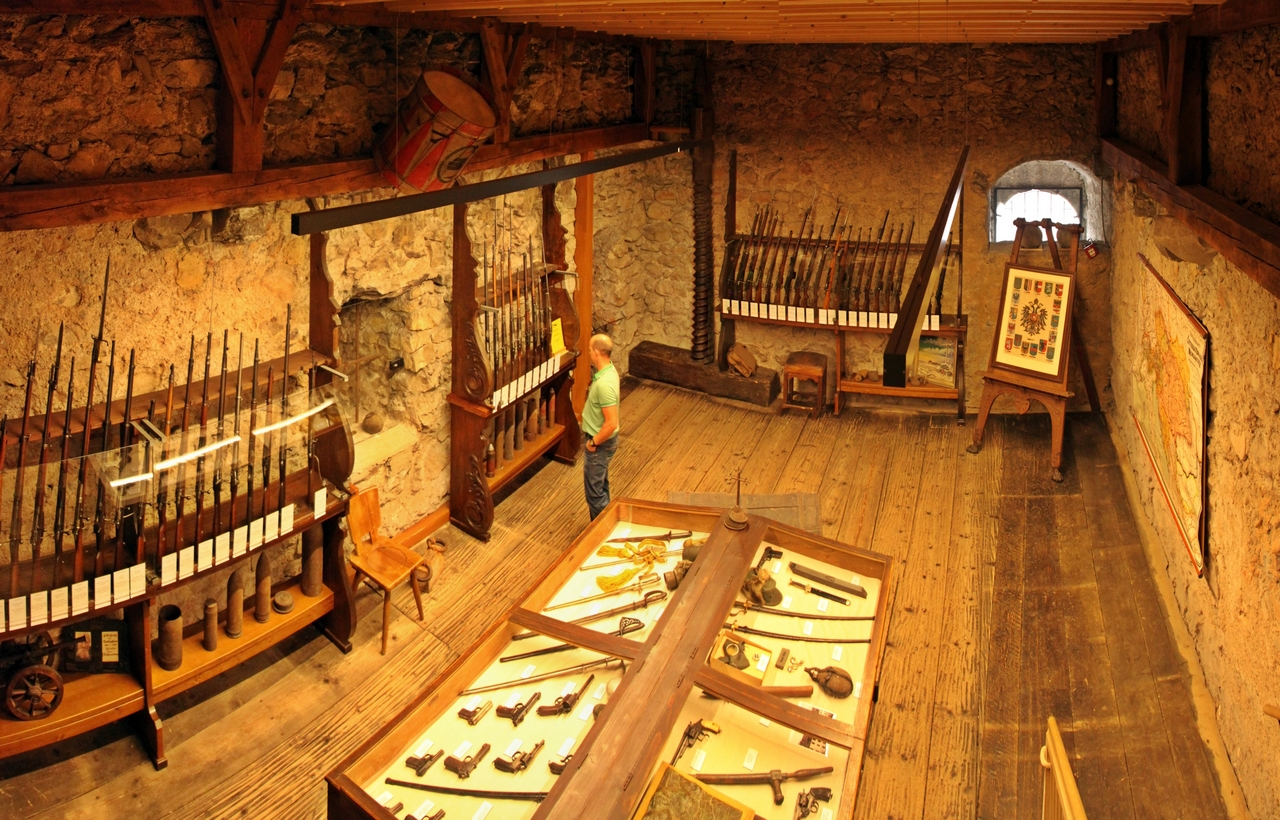
A fegyvergyűjtemény
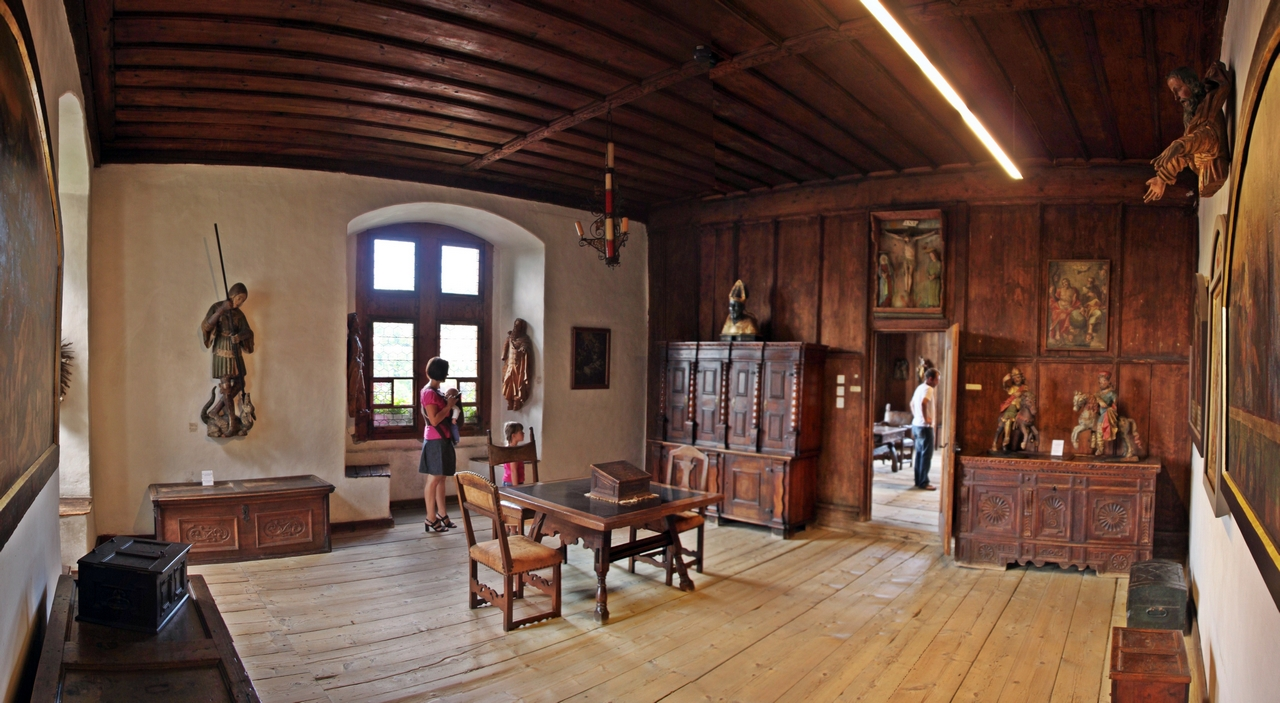
Gótikus szoba

## Fordítás
- Ez a szócikk részben vagy egészben  a   Schattenburg  című német Wikipédia-szócikk fordításán alapul.  Az eredeti cikk szerkesztőit annak laptörténete sorolja fel. Ez a jelzés csupán a megfogalmazás eredetét és a szerzői jogokat jelzi, nem szolgál a cikkben szereplő információk forrásmegjelöléseként.